# サー・トーマス・モアの肖像

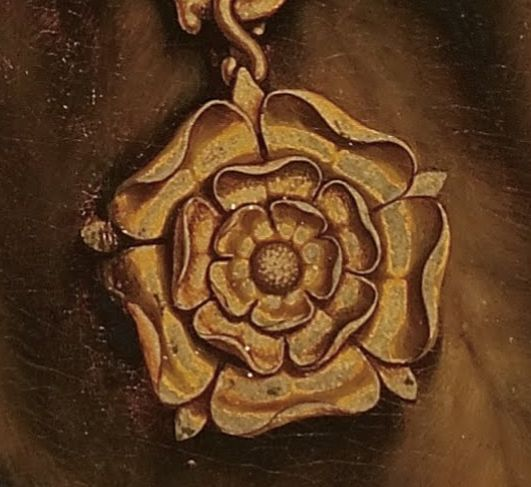
「エセスの首輪」上のテューダー・ローズ

『サー・トーマス・モアの肖像』（サー・トーマス・モアのしょうぞう、英: Portrait of Sir Thomas More）は、ドイツ・ルネサンス期の画家・版画家ハンス・ホルバインがオーク板上に油彩で描いた絵画である。ホルバインは1526年から2年にわたってロンドンに滞在したが、本作は1527年にモデルの人物トーマス・モアにより委嘱された。ホルバインはロンドンに渡る前にオランダの人文主義者のデジデリウス・エラスムスと親交を得ていたが、エラスムスからモアと友人になるよう助言されていた。当時、40代のモアは庶民院で権力を持ち、騎士の爵位を授けられた議員で、イギリス随一の文化人でもあった。作品は現在、ニューヨークのフリック・コレクションに所蔵されている。

## 作品
本作で、モアが誇らしげに身に着けている「エセスの首輪」は、国王ヘンリー8世から贈られた王家の紋章「テューダー・ローズ」が刻まれている金の鎖で、モアが国王に仕える身であることを示している。モアは著書『ユートピア』で王政批判をしたが、王は政治家モアの手腕を認め、1529年には最高の官職である大法官に任じた。しかし、モアは、離婚問題でローマ教皇クレメンス7世と対立したヘンリー8世が自らを主長とする英国国教会を設立したことを強く批判して、王の怒りをかい、1535年、57歳で処刑された。
本作で、ホルバインは、左前方を見つめるモアの瞳に、絶対王政の君主に臆することなく信念を貫いた男の堅固な意志力を余すところなく描いている。息をのむほどの正確な細部、堂々たる構図、飾らない威厳は人物の地位と個性の強さにふさわしい。
おそらく直接的な準備習作ではないが、緊密な関連性のある肌色の素描が英国王室コレクションにあり、「おそらく17世紀初頭にイタリアかオーストリアで描かれた」複製がナショナル・ポートレート・ギャラリーにある。1852年にロイヒテンベルク・ギャラリーの目録に記されている作品は、おそらくこの複製である。
家族の集団肖像画の一部である、ホルバインによる別のモアの肖像は現在失われているが、何枚かの素描 (大部分が英国王室コレクション蔵) と複製が現存している。